# Borko Duronjić
Borko Duronjić (serbisch-kyrillisch Борко Дуроњић, * 24. September 1997 in Banja Luka, Bosnien und Herzegowina) ist ein bosnisch-herzegowinisch-serbischer Fußballspieler.

## Karriere

### Verein
Borko Duronjić erlernte das Fußballspielen in den Jugendmannschaften von FK Roter Stern Belgrad und OFK Belgrad. Seinen ersten Vertrag unterschrieb er am 1. Juli 2014 bei seinem Jugendverein OFK Belgrad in der serbischen Hauptstadt Belgrad. Der Verein spielte in der ersten Liga, der SuperLiga. Am Ende der Saison 2015/16 musste er mit dem Verein in die zweite Liga absteigen. Nach insgesamt 43 Ligaspielen wechselte er im Januar 2017 zum ebenfalls in Belgrad beheimateten Erstligisten FK Voždovac. Hier bestritt er 64 Ligaspiele. Im Sommer 2019 nahm ihn der Erstligist FK TSC aus Bačka Topola unter Vertrag. Für den Klub bestritt er 62 Erstligaspiele. Nach zwei Spielzeiten wechselte er im Juli 2021 zum Ligarivalen FK Radnički Niš. Nach der Hinrunde verließ er den Verein und schloss sich im Januar 2022 dem Erstligisten FK Radnik Surdulica an. Nach 75 Ligaspielen, in denen er 13 Tore erzielte, wurde sein Vertrag im Sommer 2024 nicht verlängert. Nach kurzer Vereinslosigkeit ging er im Dezember 2024 nach Thailand. Hier unterschrieb er in Uthai Thani einen Vertrag beim Erstligisten Uthai Thani FC. Nach 16 Ligaspielen wurde sein Vertrag im Sommer 2025 nicht verlängert.

### Nationalmannschaft
Von 2013 bis 2016 spielte Duronjić in verschiedenen Juniorennationalmannschaften von Serbien.